# Parc Beaumont
Pour les articles homonymes, voir Beaumont.
Le parc Beaumont est un espace vert situé dans la commune de Pau dans le département français des Pyrénées-Atlantiques en région Nouvelle-Aquitaine.

## Histoire
Constituant une ancienne seigneurie, le domaine est la propriété de M. Batsalle, adjoint au maire sous le Premier Empire. 
Celui-ci vend rapidement son bien, à savoir, une villa et 11 ha de parc, à M. Briffault qui le cède à son tour au comte de Beaumont en 1834. Dès 1876, Aristide de Monpezat, maire en ce temps-là, fait mener une enquête d’utilité publique en vue d’acheter le parc. 

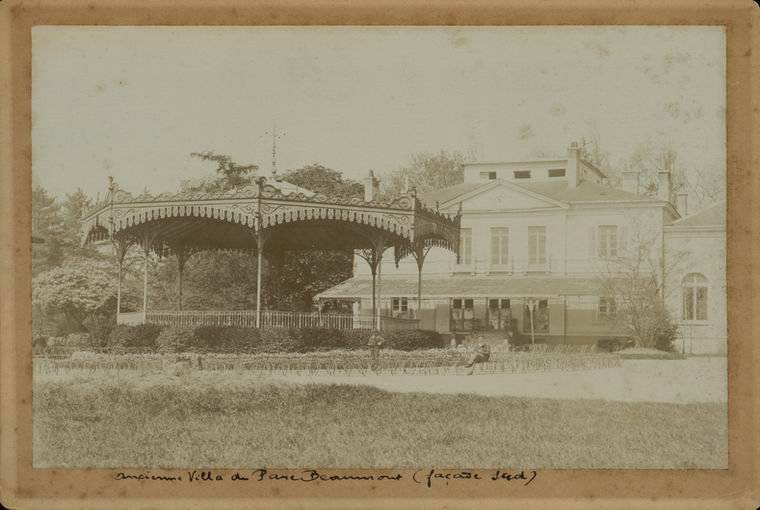
Villa Beaumont - Façade sud.

En 1878, après signature d’un acte de vente, la famille de Beaumont se sépare donc d’une grande partie du parc, qui est dès lors, réaménagé et percé de nombreuses voies carrossables. Les restes du domaine passent, en héritage dans les années 1890, à la poétesse Anna de Noailles, qui, n’y résidant que rarement, met sa villa et les restes de ses jardins à la disposition de riches touristes puis la loue fugacement à la ville qui y installe une bibliothèque et un musée qui accueille des collections de peintures et de sciences naturelles.
La comtesse, préférant la campagne agenaise à la vie paloise, vend néanmoins rapidement la villa à la municipalité pour la somme de 800 000 francs, puis celle-ci est démolie en 1895, puis remplacée par le palais d’hiver construit entre 1895 et 1899, et inauguré en 1900. 

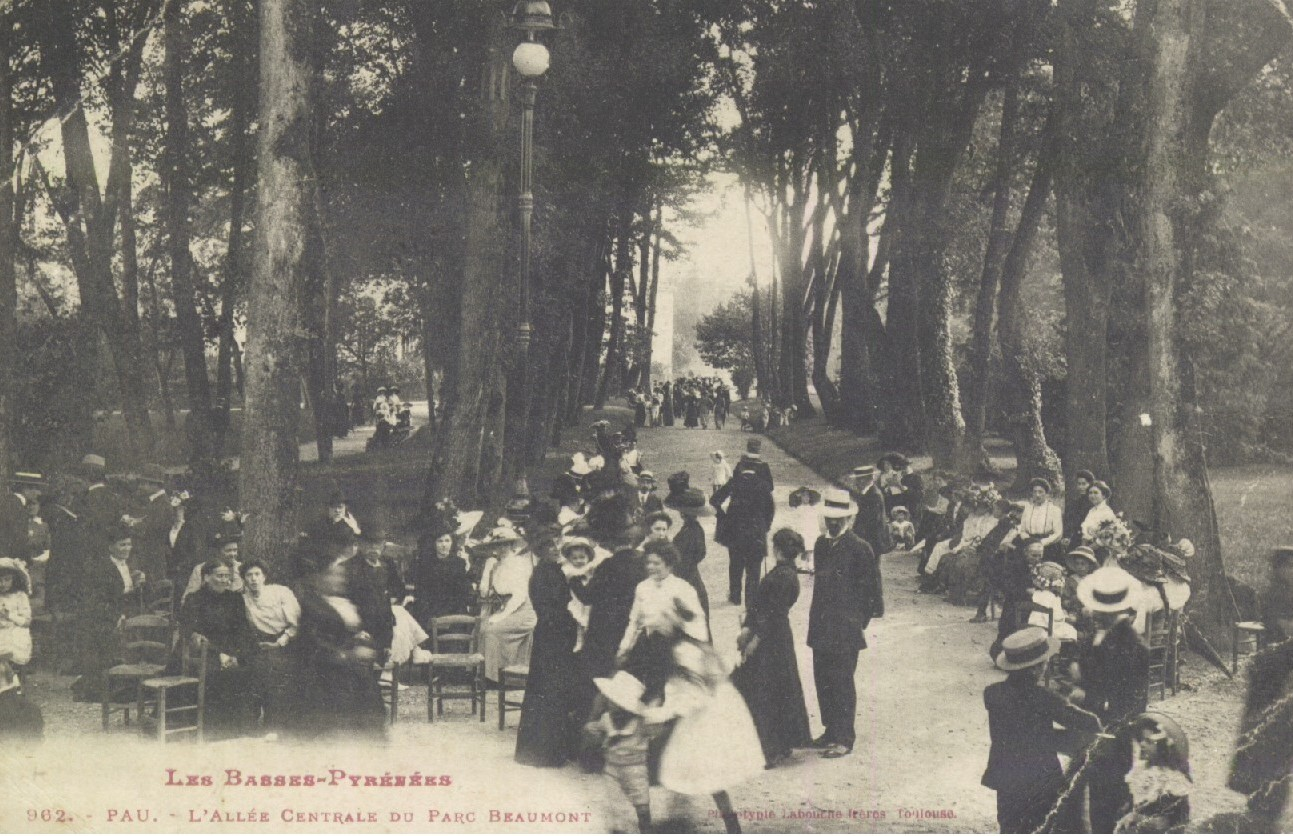
Un jour de fête - Début 1900.

Le parc est alors complètement remanié en 1898, en un style anglais par l’architecte-paysagiste Henri Martinet, notamment par la création d’un étang artificiel et son îlot, de ruisseaux et leurs fausses rocailles réalisées en béton armé, au même titre que les cascades et ponts. 
Il forme alors un vaste jardin public, complétant à son opposé, le parc du château, via le boulevard des Pyrénées dont les travaux, initiés par l'architecte et ingénieur Adolphe Alphand, sont terminés en 1899. 
En 1899, le parc se voit doté, en son centre, d’un kiosque destiné à accueillir l’orchestre municipal, mais également de nombreuses installations sportives comme des courts de tennis, un terrain de polo ou encore de cricket, ainsi que la construction du bâtiment accueillant le jeu de paume et l’arrivée des premiers palmipèdes.

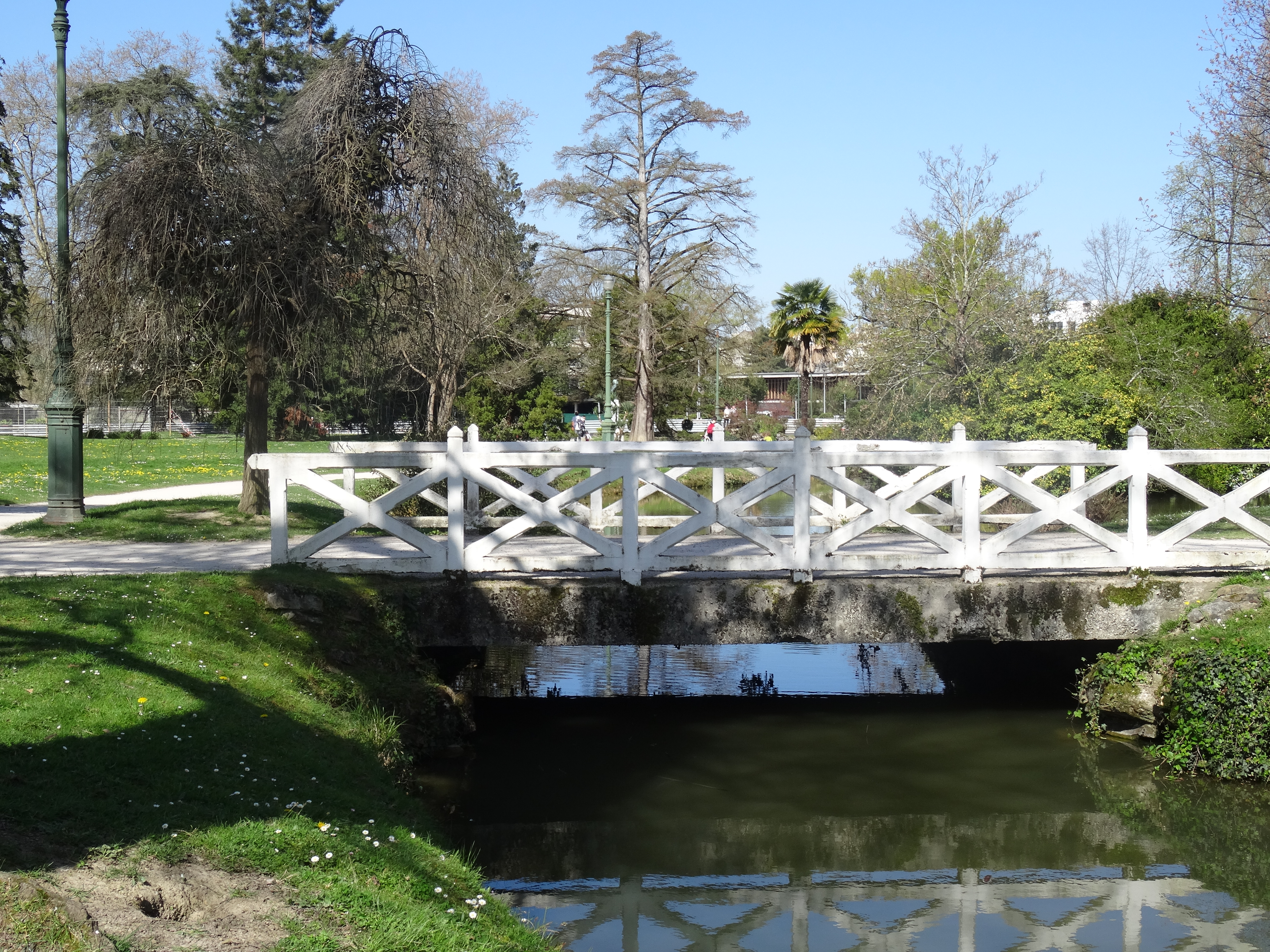
Un des ponts du parc Beaumont.

Le parc possède de nombreuses statues, réalisées en grande partie, par le sculpteur Ernest Gabard. De nombreuses essences d’arbres sont présentes comme des séquoias de Californie, des cèdres de l'Himalaya, des araucarias d'Argentine et du Chili, des arbres de Judée, des marronniers d'Inde et des Balkans, des magnolias et un cyprès chauve. 
En raison de la forte affluence liée aux concerts pendant la période estivale, un théâtre de verdure est construit en 1933.
En 2003, le parc est étendu au nord, par le biais de la construction de l’hôtel Parc-Beaumont inauguré l’année suivante.
Entre 2018 et 2019, le parc est entièrement restauré puis agrandi de 7 000 m2, espace récupéré par la démolition d’un ancien boulodrome et de locaux municipaux, ainsi que la construction d’une nouvelle aire de jeux en lieu et place des anciens courts de tennis.

## Protection
Le parc est classé site naturel une première fois dans son ensemble en 1924 puis une seconde fois par arrêté du 16 février 1944 pour le théâtre de verdure et enfin une troisième fois en 1974 pour les abords du palais Beaumont.

## Aujourd’hui

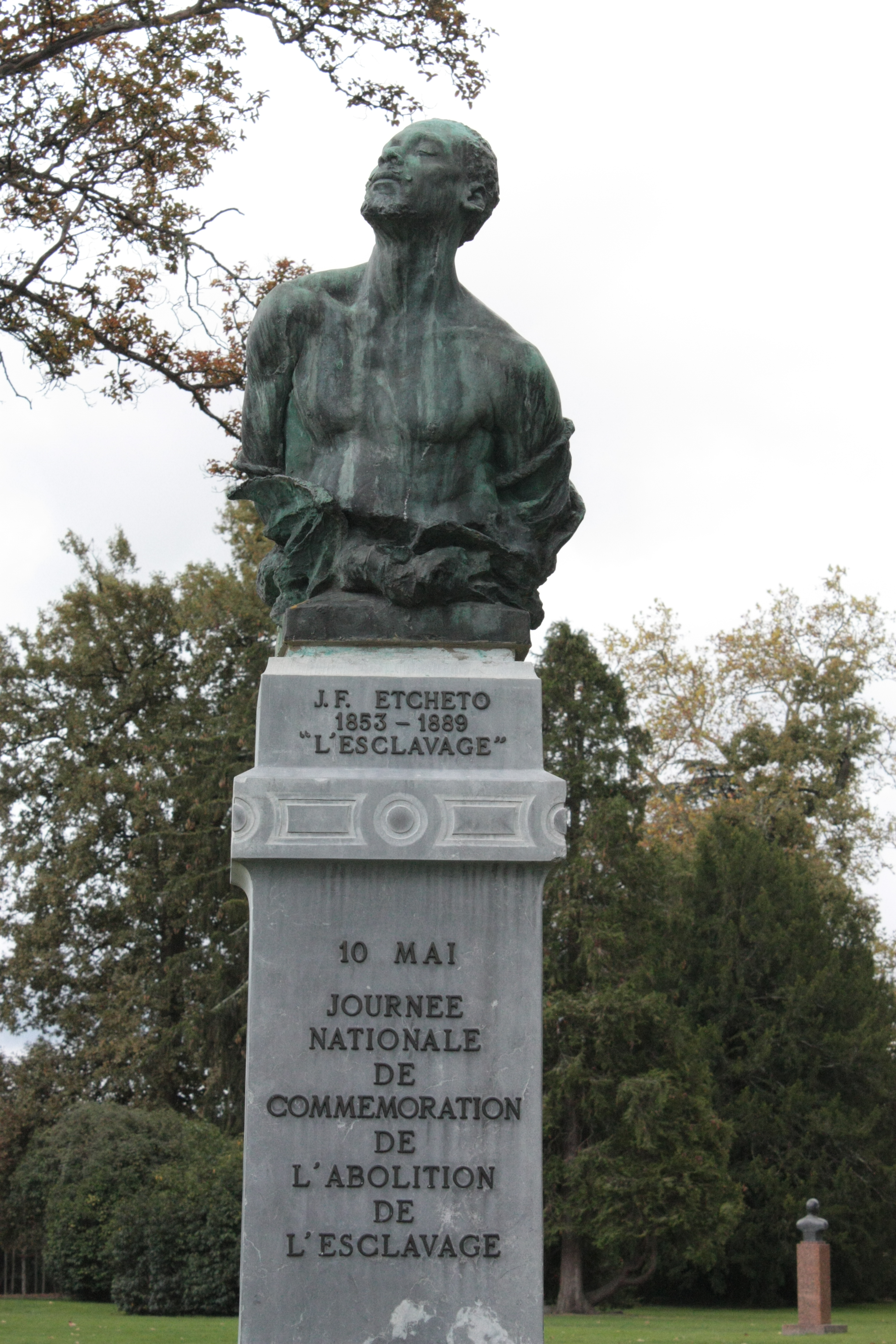
L'Esclavage, statue de Jean-François Etcheto au parc Beaumont.

Le parc Beaumont est toujours un lieu de rassemblement et de détente pour les Palois et accueille, l’été, des animations et jeux pour les enfants notamment un petit train et un glacier. Il accueille également chaque année, une partie de la fête de la musique au théâtre de verdure ainsi que les installations du Grand Prix automobile de Pau. 
Le 10 avril 2019, le petit train, attraction ayant promenée plusieurs générations d’enfants, est vendu aux enchères.

### Le busteL'esclavage
Le parc expose le buste en bronze L'esclavage, réalisé par le sculpteur Jean-François Etcheto (1853-1889). Il est la copie d'un modèle en plâtre de 1880, qui avait été déplacé dans le parc dès 1902, sur les conseils du conservateur du musée des Beaux-Arts de Pau et propriétaire du buste, Paul Lafond, mais sans inauguration à cette époque. L'œuvre originale a été exposée au Salon de 1881 et y a reçu la médaille d’or. 
L'œuvre est officiellement inaugurée dans le parc Beaumont le 10 mai 2006, à l'occasion de la Journée nationale des mémoires de la traite et de l'esclavage et de leurs abolitions.
Vandalisé une première fois dans la nuit du 25 au 26 décembre 2016, puis une seconde fois en juin 2020, le buste a été restauré. De manière peu usuelle au XIXe siècle, la célébration de l'abolition définitive de 1848 passe non par l'hommage aux abolitionnistes, mais par la représentation d'un homme réduit en servitude, rendant ainsi hommage à la lutte de ces personnes pour leur propre liberté.